# Conus radiatus
Espèce
Statut de conservation UICN

 LC  : Préoccupation mineure
Conus radiatus est une espèce de mollusques gastéropodes marins de la famille des Conidae.
Comme toutes les espèces du genre Conus, ces escargots sont prédateurs et venimeux. Ils sont capables de « piquer » les humains et doivent donc être manipulés avec précaution, voire pas du tout.

## Description
La taille de la coquille varie entre 30 mm et 109 mm. La couleur de la coquille est jaunâtre pâle à châtaigne pâle, souvent marquée longitudinalement indistinctement d'une coloration plus profonde. La spire est striée. La partie inférieure du verticille est distalement sulcinée. La variété blanche est fréquemment recouverte d'un épiderme lisse et olivâtre.
La conantokine-C est une toxine dérivée du venin de Conus radiatus.

## Distribution
Cette espèce marine est présente au large des Philippines, de la Nouvelle-Guinée et des Fidji.

### Niveau de risque d’extinction de l’espèce
Selon l'analyse de l'UICN réalisée en 2011 pour la définition du niveau de risque d'extinction, cette espèce se trouve de Taïwan aux Philippines, à la Papouasie-Nouvelle-Guinée, aux îles Salomon et à Fidji. Cette espèce est commune dans les eaux peu profondes dans certaines parties de son aire de répartition. Il n'y a pas de menaces majeures connues pour cette espèce. Elle est classée dans la catégorie " préoccupation mineure ".

## Taxonomie

### Publication originale
L'espèce Conus radiatus a été décrite pour la première fois en 1791 par le naturaliste et chimiste allemand Johann Friedrich Gmelin dans « Systema Naturae Linneaeus (ed) Ed 13 »,.

### Synonymes
- Conus (Phasmoconus) radiatus Gmelin, 1791 · appellation alternative
- Phasmoconus (Phasmoconus) radiatus (Gmelin, 1791) · non accepté
- Phasmoconus radiatus (Gmelin, 1791) · non accepté